# Écriture
Pour les articles homonymes, voir Écritures. Pour le terme théorique, voir Écriture littéraire.

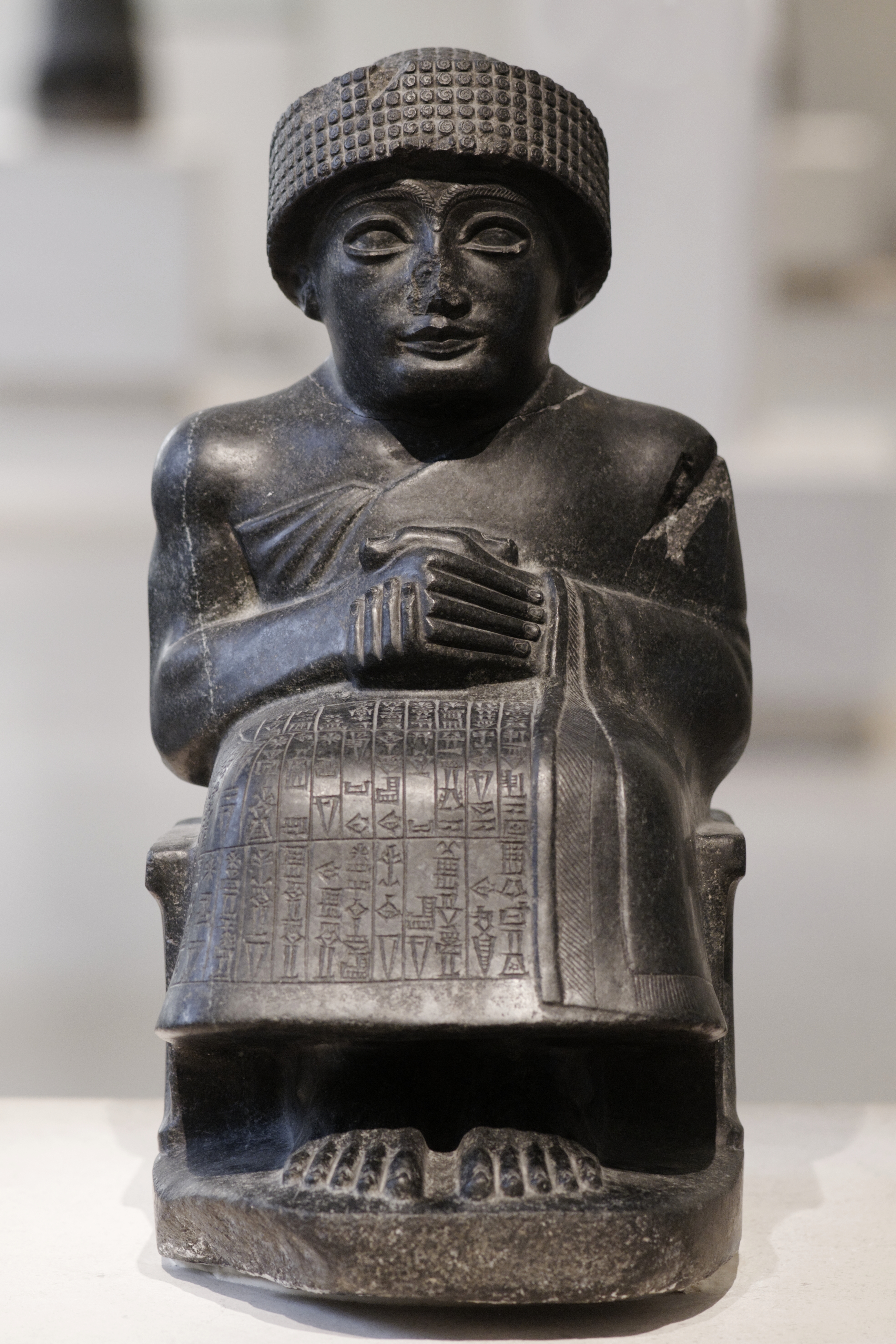
Statue de Gudea dédiée au dieu Ningishzida, vers 2120 avJC, musée du Louvre.

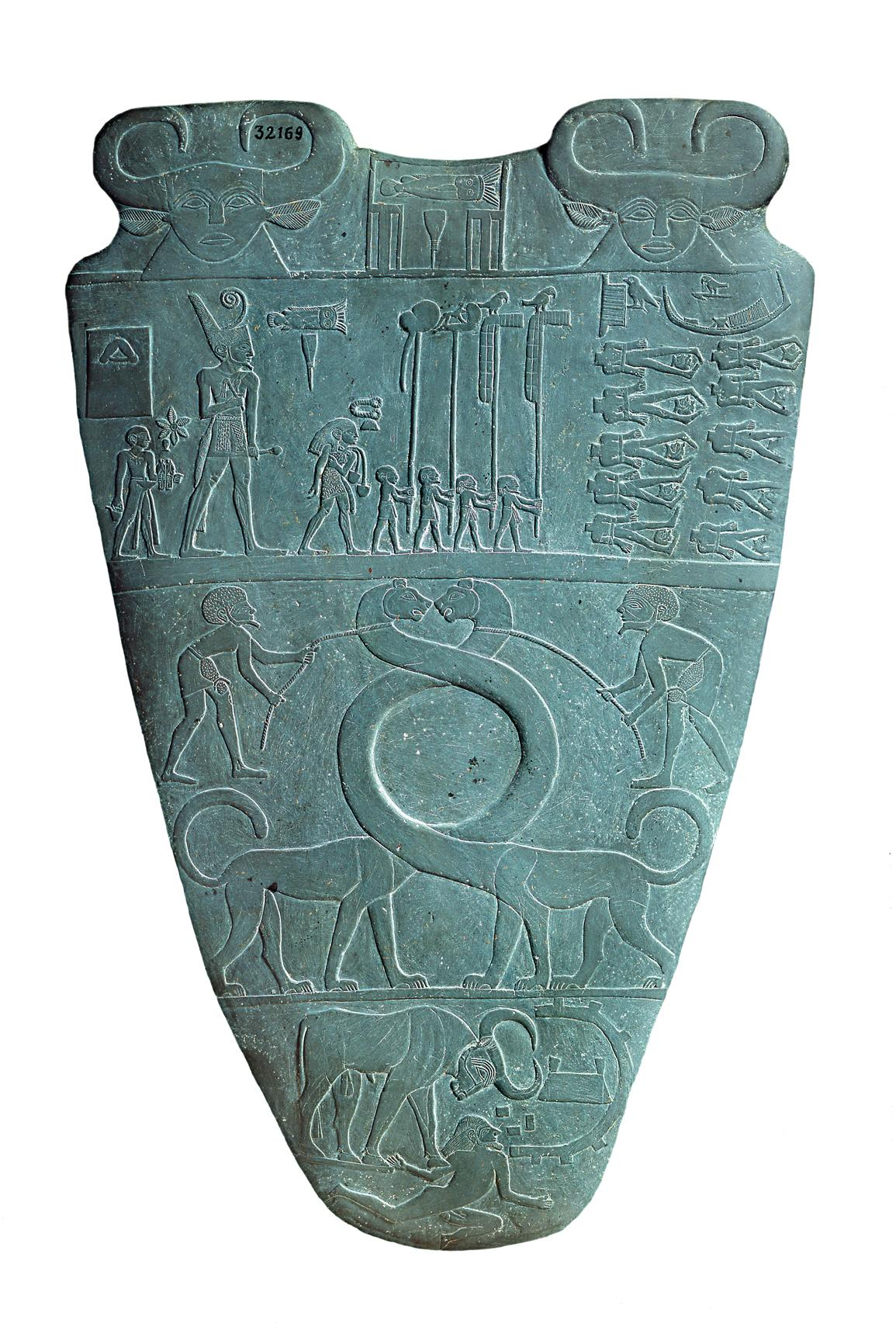
La Palette de Narmer est une des plus anciennes inscriptions en hiéroglyphes d'Égypte (vers -3200). Les deux "Serpopards" représentent l'unification de la Haute et de la Basse Égypte.

L’écriture est un moyen de communication qui représente le langage à travers l'inscription de signes sur des supports variés. C'est une technique qui s'appuie sur les mêmes structures que la parole, comme le vocabulaire, la grammaire et la sémantique, mais avec des contraintes supplémentaires liées au système de graphies propres à chaque culture. C'est d'une certaine façon « l'intégration de la langue des hommes au visible ». Le résultat de l'écriture est généralement un texte dont le destinataire est le lecteur.
Dans les sociétés humaines émergentes[Quoi ?], le développement de l'écriture est probablement lié à des exigences pragmatiques comme l'échange d'informations, la tenue de comptes financiers, la codification des lois et l'enregistrement de l'histoire. Autour du IVe millénaire av. J.-C., la complexité du commerce et de l'administration en Mésopotamie dépasse les capacités de mémorisation des hommes ; l'écriture y devient donc une méthode plus fiable d'enregistrement et de conservation des transactions. Dans l'Égypte antique et en Mésopotamie, l'écriture a pu évoluer pour l'élaboration des calendriers et la nécessité politique de consigner les événements historiques et environnementaux. Ainsi, l'écriture a joué un rôle dans la conservation de l'Histoire, la diffusion de la connaissance et la formation du système juridique.
L'apparition de l'écriture distingue la Préhistoire de l'Histoire, car elle permet de conserver la trace des événements et fait entrer les peuples dans le temps historique. Elle marque aussi une révolution dans le langage et le psychisme, car elle fonctionne comme une extension de la mémoire.

## Systèmes d’écriture
Les systèmes d'écriture peuvent être classés fonctionnellement en trois grandes catégories : logographique ; syllabique et alphabétique. Certains y ajoutent les systèmes sémasiographiques. Il existe aussi des systèmes mixtes. L'étude des systèmes d'écriture et de leur évolution au cours de l'histoire humaine est l'étymographie.

### Sémasiographies
Les sémasiographies sont des systèmes de communication d'idées qui ne s'appuient pas sur la représentation d'unités d'une langue parlée. Tous les spécialistes ne s'accordent pas à les considérer comme des écritures : on parle également parfois de pré-écritures ou proto-écritures. Les symboles Adinkra des Akans, au Ghana et en Côte d'Ivoire, en sont un exemple.

### Écritures logographiques
Un logogramme est un caractère ou glyphe écrit qui représente un mot ou un morphème. Il s'agit d'un pictogramme lorsque le logogramme représente directement un objet, d'un idéogramme lorsqu'il symbolise une idée.
En complément, les systèmes logographiques incorporent généralement une composante directement phonétique, représentant des syllabes ou des sons sans référence à un sens précis : on parle alors de phonogrammes.
Dans les anciens caractères cunéiformes, chinois ou mayas, un glyphe peut être un morphème, une syllabe ou les deux. Les hiéroglyphes égyptiens comportent à la fois des logogrammes et des phonogrammes consonantiques.
Un grand nombre de logogrammes est nécessaire pour écrire une langue.

### Écritures syllabiques
Dans un syllabaire, chaque symbole représente une syllabe. Le linéaire B utilisé pour écrire le mycénien ou les kana japonais sont des syllabaires. En moyenne, 80 à 120 signes syllabiques sont typiquement nécessaires pour écrire une langue.

### Écritures alphabétiques

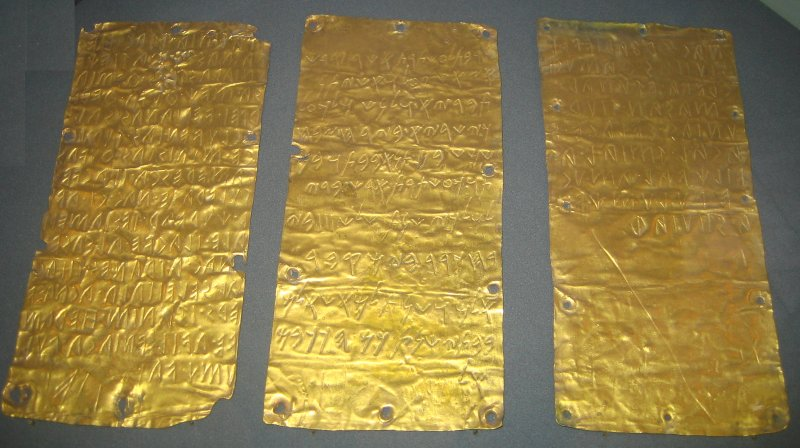
Lamelles de Pyrgi gravées sur des plaques en or pour commémorer un traité entre les Étrusques et les Phéniciens datant du Elles sont écrites en alphabets étrusque et phénicien. Retrouvées à Pyrgi, le port de Cerveteri. Musée national étrusque de la villa Giulia à Rome, Latium.

Une écriture alphabétique est un ensemble de symboles dont chacun représente un phonème de la langue. La combinaison de plusieurs symboles est nécessaire pour représenter une syllabe ou un mot. Une trentaine de signes alphabétiques peuvent suffire à écrire une langue.
L'écriture alphabétique a pris différentes formes selon la place faite aux voyelles. Le linguiste américain Peter Daniels identifie trois grandes classes, :
- les abjads, ou alphabets consonantiques, ne comportent de signes que pour les consonnes. C'est le cas de la plupart des systèmes d'écriture du Moyen-Orient, bien que les voyelles puissent y être indiquées secondairement et de façon plus ou moins facultative par l'ajout de divers diacritiques ou matres lectionis (consonnes jouant un rôle vocalique). Le terme d'abjad provient de la contraction des noms des quatre premières lettres de l'alphabet arabe : ʾalif, bāʾ, ǧīm et dāl (أﺑﺠﺪ) ;
- les alphabets proprement dits comportent à la fois des signes pour les consonnes et les voyelles. Le premier à être développé fut l'alphabet grec, issu de l'alphabet phénicien (qui est un abjad). Le passage de l'abjad à l'alphabet complet se fit en réaffectant à la notation des voyelles certaines lettres correspondant à des consonnes du phénicien qui n'avaient pas d'usage en grec. La plupart des alphabets ultérieurs dérivent de ce prototype grec. Le mot même d'alphabet provient des noms des deux premières lettres de l'alphabet grec : alpha, bêta ;
- les alphasyllabaires, aussi appelés abugidas, représentent une autre voie d'évolution des abjads vers la notation systématique des voyelles. Dans ces systèmes, les signes de base représentent des consonnes seules ou suivies d'une voyelle inhérente, et les autres voyelles sont indiquées par des diacritiques ou des modifications de la forme des signes consonantiques. Les alphasyllabaires sont répandus dans l'écriture des langues en Éthiopie, en Érythrée, en Inde et dans les pays du Sud-Est asiatique. Ils sont appelés également abugidas, par contraction de quatre signes de l'alphasyllabaire guèze : አቡጊዳ, a-bou-gui-da.

### Systèmes mixtes
Le système d'écriture d'une langue peut faire coexister plusieurs sous-systèmes de fonctionnements différents. C'est le cas en japonais, où sont employés simultanément des logogrammes (les kanji, usage japonais des caractères chinois) et deux syllabaires (les hiragana et les katakana). Un autre exemple est constitué par les semi-syllabaires, qui comportent à la fois des signes pour des syllabes entières et d'autres pour des phonèmes isolés.

## Histoire

### Problématique

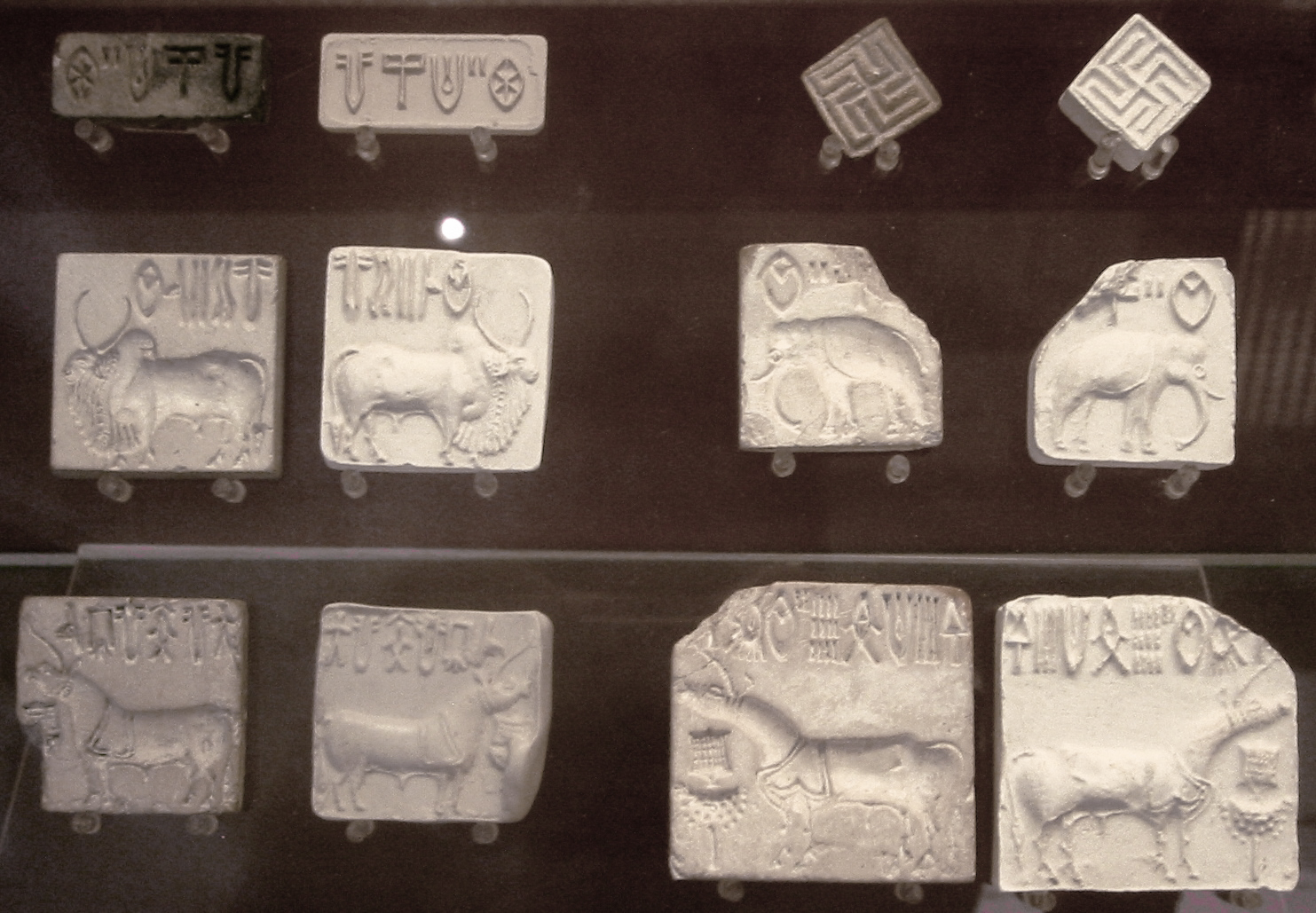
Sceaux harrapéens de la civilisation de la vallée de l'Indus,

Le développement récent des études de littératie, en remettant en cause certaines préconceptions communes sur l'écriture et la lecture, peut amener à réévaluer les dates habituellement proposées pour l’apparition de l’écriture. En effet, selon le critère utilisé pour identifier un système d'écriture, on aura des résultats différents. Certains soutiennent par exemple que les sceaux de la vallée de l'Indus, qui datent du IIIe millénaire av. J.-C., ne constituent pas une écriture au sens propre, alors que pour d'autres, c'est parce qu'on projette sur ces traces notre concept moderne d'écriture qu'on ne les considère pas comme des systèmes d'écriture à proprement parler. L'histoire de l'écriture est donc étroitement dépendante des conceptions que nous avons sur le langage et le rapport entre l'écrit et l'oral : elle s'appuie sur une philosophie du langage particulière.

### Proto-écriture

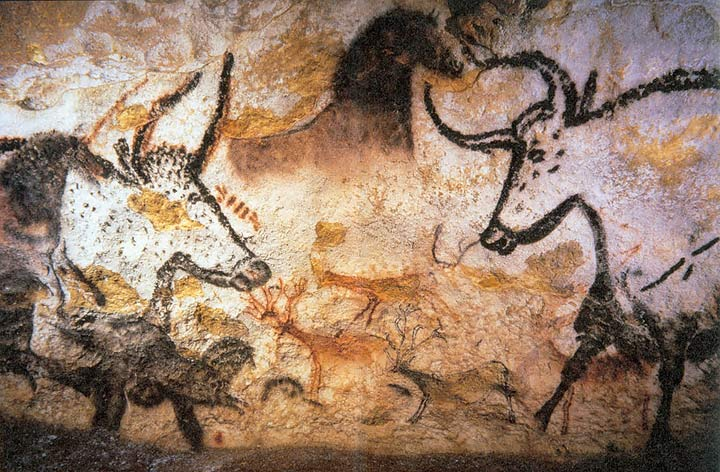
Peinture dans la grotte de Lascaux.

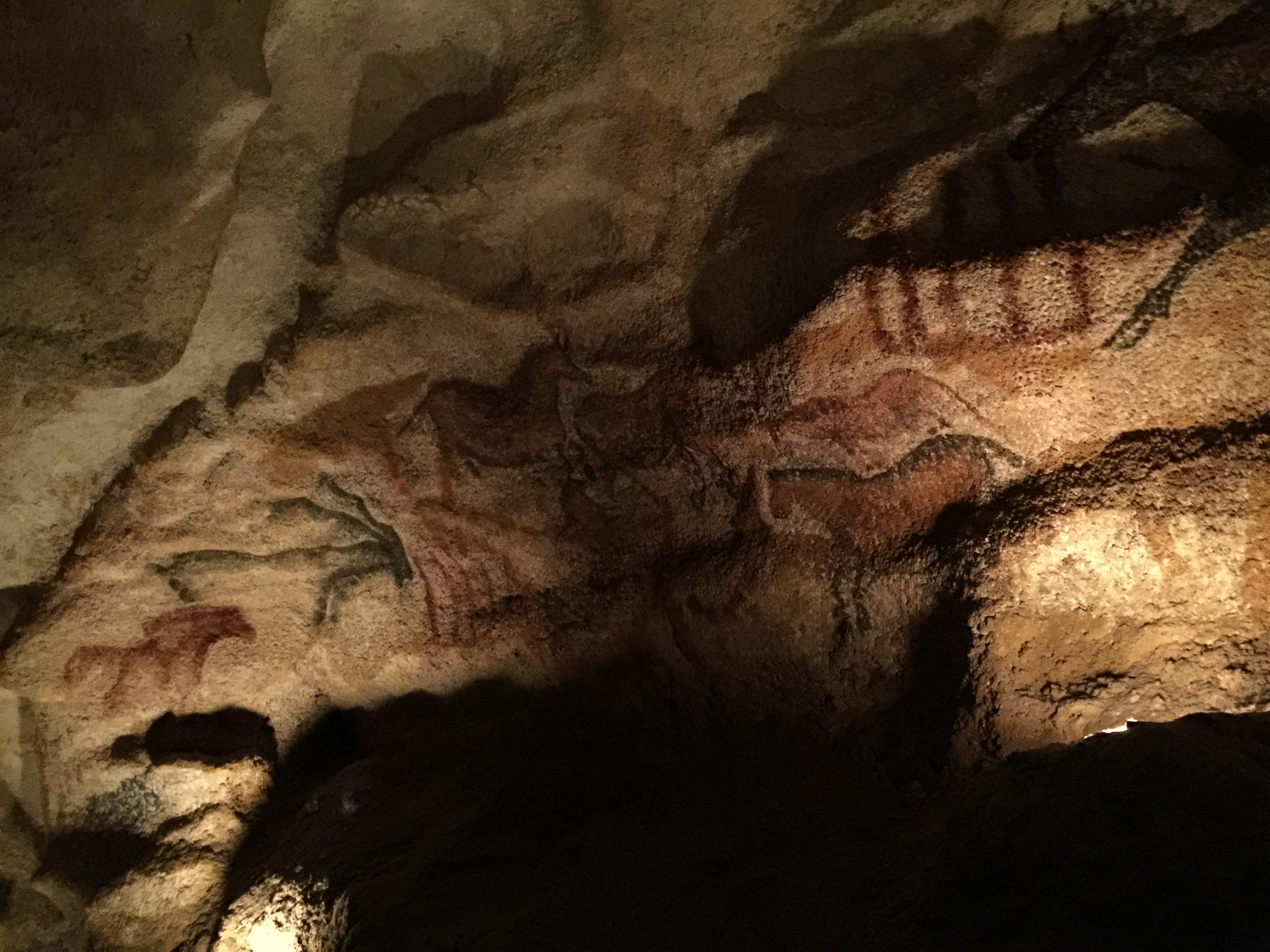
Lascaux. Bouquetins et chevaux près d'une grille.

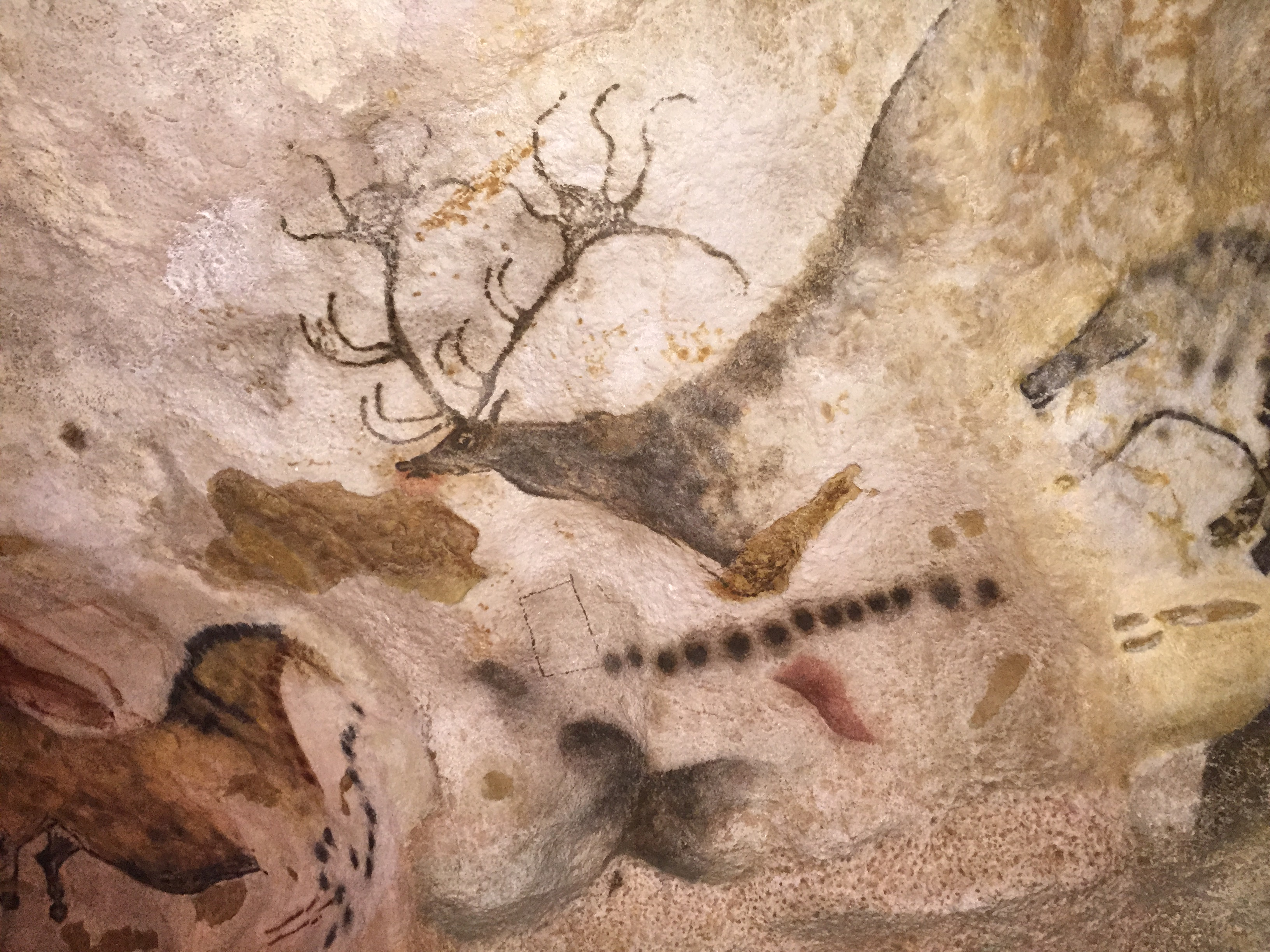
Lascaux. Élan aux bois. Le rectangle et la série de points seraient un début de code écrit.

Selon André Leroi-Gourhan, « l'art figuratif est, à son origine, directement lié au langage et beaucoup plus près de l'écriture au sens le plus large que de l'œuvre d'art ». Cet art serait lié à la constitution d'un couple intellectuel associant phonation et graphie.
Ce point de vue est partagé par le paléo-ethnologue Emmanuel Anati pour qui l'écriture en tant que telle n'a pas une origine unique, mais s’est développée sur les divers continents à partir de prémices communes et ne s’est fixée sous une forme systématique que là où l'état de la société l'exigeait.
Selon ce chercheur, qui a réuni une documentation sur 70 000 sites d’art rupestre, dans les grottes de 160 pays, ainsi que sur 500 000 vestiges mobiliers, l'art rupestre associe régulièrement des pictogrammes (figures humaines et animales) et des idéogrammes (traits, points, quadrillages) et cet art visuel préhistorique forme un code intentionnel et organisé. Anati a ainsi identifié dans des grottes de la Dordogne et des Hautes Pyrénées des séquences d’idéogrammes incisés sur des os datant de plus de 15 000 ans. Selon ce chercheur, il s’agit d’une proto-écriture et non d’une écriture au sens strict du terme, car ces symboles ne correspondaient vraisemblablement pas à des sons d’une langue précise.
Cette théorie est partagée par divers spécialistes, notamment les préhistoriens Jean Clottes et Francesco d’Errico, selon qui la capacité de l'être humain à produire des signes ne date pas de 40 000 ans mais bien plus probablement de 100 000 ans. Pour Genevieve Von Petzinger, un dessin en zigzag gravé en il y a 500 000 ans sur un coquillage de l'île de Java pourrait bien être la plus ancienne trace laissée intentionnellement par un homo erectus. Elle voit aussi des traces de proto-écriture dans des blocs d'ocre hachurés d'il y a 70 000 ans trouvés dans la grotte de Blombos en Afrique du Sud. Parcourant les grottes de France, d'Espagne, d'Italie et du Portugal, l'anthropologue canadienne a identifié 32 signes composant ce qu'elle considère comme les bases d'un code : des points, des lignes, des triangles, des carrés ainsi que des formes plus complexes, telles des échelles, des dessins de main au pochoir entre 40 000 et 20 000 ans av. J.-C., des espèces de toiture et des dessins de plumes qui apparaissent vers 28 000 ans,.
De même, on a trouvé en Chine des traces anciennes de caractères datant de 7 000 à 8 000 ans, plus tard utilisés par l'écriture mais ne formant pas encore un système articulé. Le site archéologique de Banpo révèle qu'il s'agit de pictogrammes incisés sur des os oraculaires, indiquant une « liaison originelle et fondamentale existant en Chine entre l'écriture et la divination ».

### Débuts de l’écriture
L'écriture n'est apparue que là où existait déjà depuis un certain temps un État organisé avec des institutions politiques et religieuses : 

« Il ne put y avoir d'écriture, de représentation visible de cet invisible que sont les actes mentaux de numération et de nomination, que dans la mesure où la représentation des dieux invisibles avait déjà imprimé son ordre parmi les humains. »

#### Mésopotamie

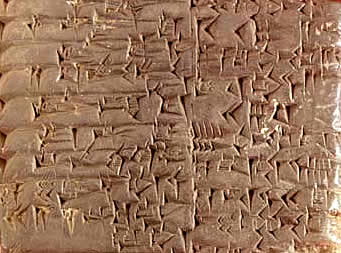
Tablette cunéiforme de Ritmal (vers 2400 avJC).

Le sumérien a longtemps semblé être la plus ancienne langue écrite connue (IVe et IIIe millénaires av. J.-C.), sous une forme d'écriture appelée le cunéiforme. Cette écriture cunéiforme a été plus tard reprise pour l'akkadien, l'ougaritique, l'amorrite et l'élamite, ainsi que par les rois égyptiens qui voulaient communiquer avec leurs provinces du Proche-Orient et les rois mésopotamiens.
On considère maintenant que l'écriture s'est mise au point en Mésopotamie de façon progressive durant plusieurs millénaires. Au cours du VIIe millénaire av. J.-C., pour des besoins de comptabilité, on commence à utiliser des jetons en argile (calculi, « petit caillou » en latin) pour compter les possessions (troupeaux, récoltes) et les biens manufacturés.
Par la suite, le système se raffine. Ces calculi de 2 cm de long moulés en argile symbolisent des nombres sous trois aspects : des sphères, des cônes et des cylindres. Ces jetons représentent à la fois la nature de la marchandise (une jarre d’huile = un jeton de forme ovoïde) et la quantité (10 moutons = un jeton de forme lenticulaire). Vers 3400 av. J.-C., apparaissent les bulles-enveloppes à calculi dans lesquelles sont placés les jetons. Vers 3300 av. J.-C., on grave sur la surface de ces bulles d’argile scellées des pictogrammes, ou dessins stylisés, représentant les jetons à l’intérieur. Puis les jetons sont abandonnés et seuls sont utilisés les pictogrammes. Un système d’écriture se met ainsi en place vers 3300 av. J.-C., alors qu'apparaissent les premières tablettes numériques et, vers 3200 av. J.-C., des tablettes avec chiffres et logogrammes.
D’abord composée de signes renvoyant à des choses, cette écriture se complexifie et, vers le début du IIIe millénaire av. J.-C., recourt à un certain nombre de phonogrammes pour représenter des sons. Le principe du phonogramme est le même que dans un rébus où les dessins d'un chat et d'un pot permettent de signifier le mot chapeau.
En Mésopotamie, cette écriture utilise plus de 600 signes. Chaque signe pouvait, selon le contexte, renvoyer à plusieurs sens : le signe du pied pouvait signifier « marcher », « se tenir debout », « transporter », etc.
Vers 2600 av. J.-C., les tablettes ne sont plus seulement utilisées à des fins de comptabilité ou d'administration, et ne sont plus rédigées uniquement sous forme de listes, mais contiennent aussi des récits mythiques dont le plus connu est l'Épopée de Gilgamesh. La temporalité du récit a pour effet de renforcer la linéarité de l'écriture : « La conquête de l'écriture a été précisément de faire entrer, par l'usage du dispositif linéaire, l'expression graphique dans la subordination complète à l'expression phonétique. »
Vers 2000 av. J.-C., la Mésopotamie est conquise par les Akkadiens, et la langue du conquérant supplante le sumérien qui est réduit à servir de langue sacrée. L'écriture doit alors s'adapter en développant son aspect phonétique, de façon à transcrire l'akkadien. Elle restera en vigueur dans le royaume de Babylone qui se développe peu après, puis du royaume d'Assyrie. L'écriture cunéiforme sera également adoptée par les Élamites et les Hittites, même si ces derniers parlent une langue indo-européenne très différente de l'akkadien.
Cette écriture est appelée cunéiforme parce qu'elle utilise un calame à l'extrémité biseautée qui forme des signes en forme de clou (cuneus en latin) lorsqu'on le presse dans l'argile humide. L’autre extrémité est taillée en équerre : l'objet permettait ainsi de dessiner un coin, un rond et un cône, représentant ces calculi, et de dessiner les formes conventionnelles. Une fois les signes tracés sur une tablette d'argile molle, celle-ci est mise à sécher au soleil ou cuite dans un four.
Les scribes constituaient l'élite des fonctionnaires. Ils étaient formés dans des écoles de scribes où la discipline était très sévère. Dans les débuts de l'écriture, ils étaient placés sous la protection de la déesse Nisaba ; à la suite de la conquête assyrienne, ils relèvent du dieu Nabû, le scribe par excellence.
Plus de 500 000 tablettes ont été conservées. Environ la moitié de ces tablettes était numérisée en 2013 . 85 % de celles-ci ont un contenu de type administratif, juridique, religieux ou scientifique, le reste étant constitué par des chroniques, des lettres, des lamentations, des textes littéraires et mythiques, ainsi que des lexiques. Comme l'écriture sumérienne a été adoptée par les Akkadiens, puis par les Assyriens, les besoins d'intercompréhension ont donné lieu à une intense production de lexiques.
D'abord orientée de haut en bas, cette écriture prend l'orientation gauche-droite à partir de 2600 av. J.-C..
Les tablettes sont de formes et de tailles très variées : certaines ont 30 cm de côté, beaucoup ont une taille qui se rapproche d'un téléphone intelligent ou encore plus petite, telle une tablette de 2,2 cm de haut sur 2,6 cm de large qui compte 30 lignes de texte et un total de 144 signes. Les textes d'une certaine ampleur nécessitaient plusieurs tablettes. Les textes sont souvent accompagnés d'un colophon. La bibliothèque du roi Assurbanipal (669-627 av. J.-C.) découverte à Ninive en 1849 et déposée au British Museum compte plus de 20 000 tablettes.

#### Égypte

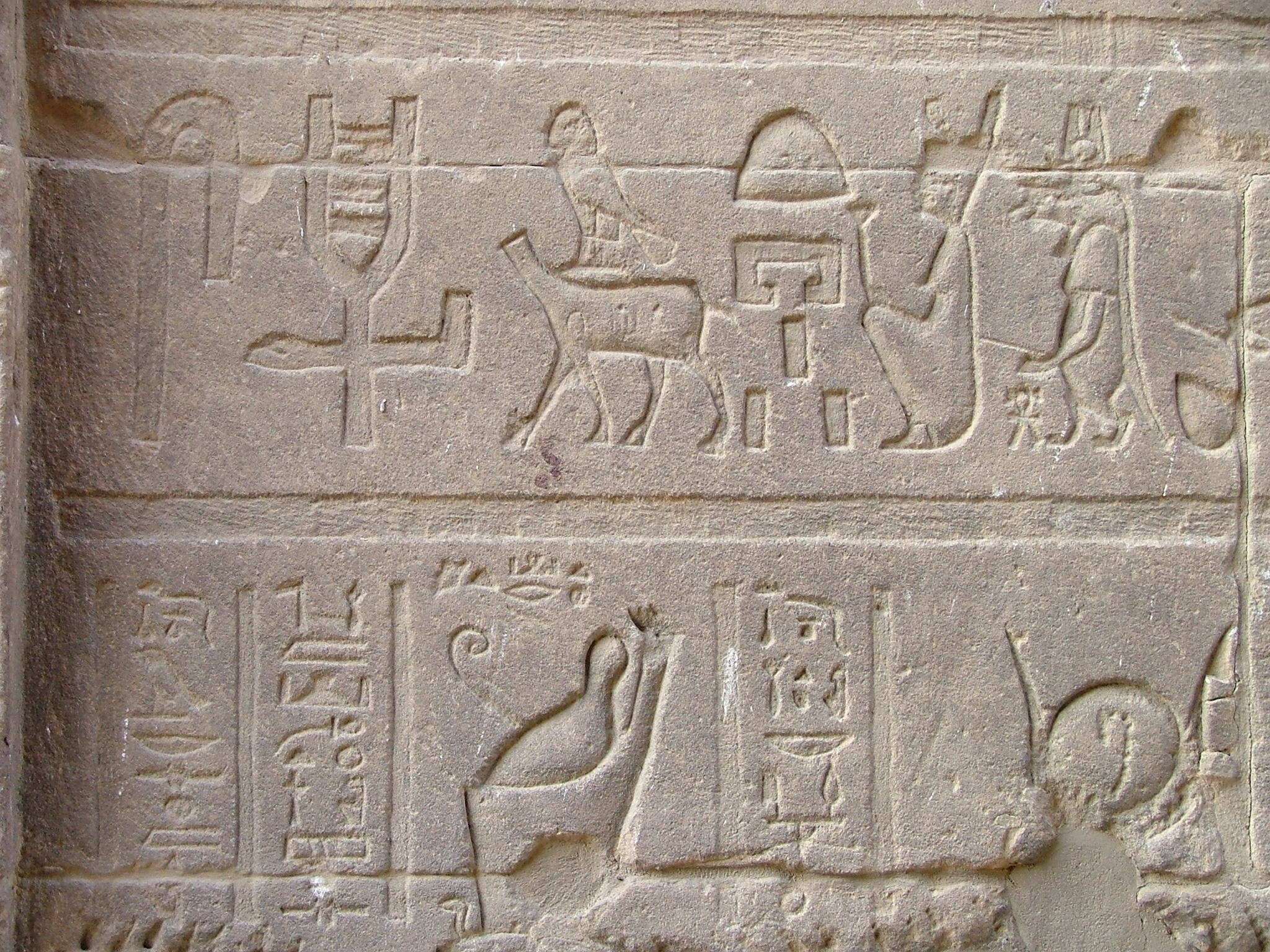
Inscription en hiéroglyphes sur un mur du temple de Philae.

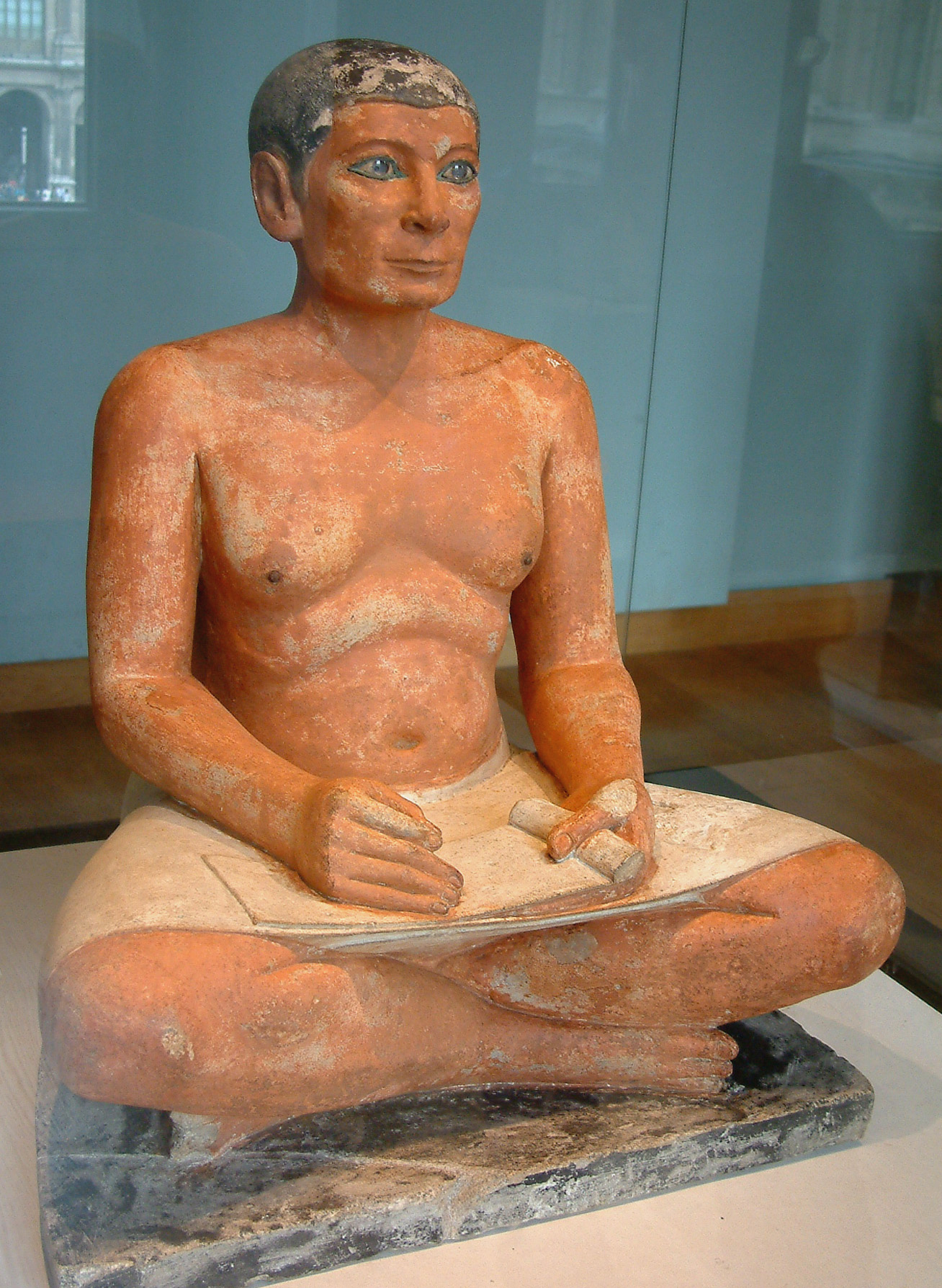
Scribe accroupi (Musée du Louvre).

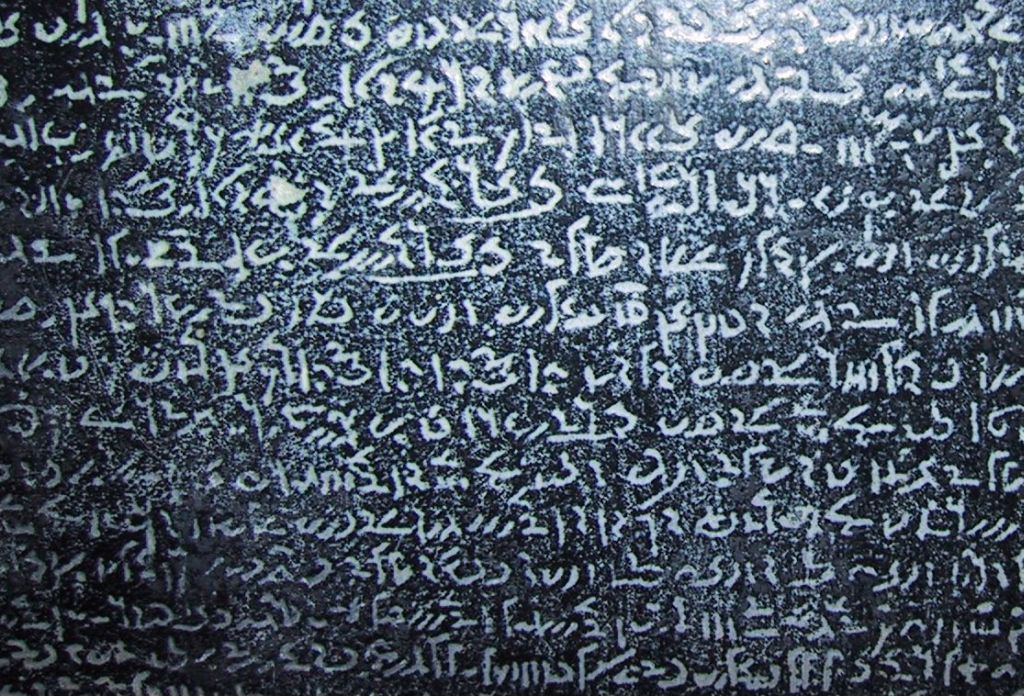
Texte en démotique sur la pierre de Rosette.

En Égypte, l'inscription la plus ancienne est la palette de Narmer, datée de 3200 av. J.-C., rédigée en écriture hiéroglyphique. Au lieu de se former progressivement, cette écriture est bien structurée dès son apparition : « D'emblée, les Égyptiens, à la différence de leurs voisins sumériens, conçoivent un système graphique qui peut tout exprimer. », mais ce peut être la conséquence d'une influence de la Mésopotamie. Selon certains spécialistes, les hiéroglyphes égyptiens, malgré leurs différences avec l'écriture cunéiforme mésopotamienne, y trouvent probablement leur origine.
Le mot « hiéroglyphe » signifie littéralement « caractère » (glyphe) sacré (hiéros) : selon un mythe égyptien repris par Platon dans le Phèdre, l'écriture aurait été inventée par le dieu Thot.
Le plus souvent, les hiéroglyphes se lisent de droite à gauche. Le sens de la lecture est indiqué par l'orientation des têtes humaines ou des oiseaux, le lecteur devant lire en allant vers la face ou le bec, sauf si l'inscription est placée à côté de la statue d'un dieu important.
Il faut 5 000 signes pour écrire en hiéroglyphes. Ceux-ci sont de trois sortes : des pictogrammes, des phonogrammes et des déterminatifs indiquant de quelle catégorie de choses il est question. L'emploi des phonogrammes syllabiques fait évoluer le système vers l'acrophonie qui consiste à attribuer un signe au premier phonème de la syllabe représentée, qui est obligatoirement une consonne, mais « les Égyptiens ne franchissent pas le pas qui les aurait amenés au système alphabétique. »
Tout comme à Sumer, l'écriture est réservée à une élite de fonctionnaires hautement spécialisés, les scribes, qui sont au service des pharaons, des prêtres et des autorités militaires. Cette fonction héréditaire est importante pour assurer les communications à l'intérieur d'un empire étendu et pour en assurer l'unité. Le scribe, anciennement placé sous la protection de la déesse Seshat, déesse de l'écriture, sera par la suite rattaché au dieu Thot. Sa plume est le symbole de la vérité et son animal emblématique est le babouin.
La plupart des textes sont écrits sur des volumen faits de feuilles de papyrus. La tige du papyrus était découpée en fines lamelles qu'on assemblait en les entrecroisant et en superposant deux couches. La feuille ainsi obtenue était séchée sous pression puis polie. On collait ensuite avec de la pâte d'amidon autant de feuilles ensemble qu'on le souhaitait pour obtenir un rouleau de longueur variable : les plus longs peuvent mesurer jusqu'à 40 m de long. Le scribe, assis en tailleur, déroulait le rouleau de la gauche vers la droite, et utilisait pour écrire une baguette de roseau d'une vingtaine de centimètres qu'il trempait dans « une encre composée d'un mélange de poudre de suie et d'eau, additionnée d'un fixateur comme de la gomme arabique. Titres, en-têtes et débuts de chapitres étaient écrits à l'encre rouge, à base de poudre de cinabre, un sulfure de mercure, ou de minium, un oxyde de plomb ». Le procédé de fabrication était tenu secret, de façon à garantir un monopole à l'Égypte et à assurer à l'État une importante source de revenus, car les rouleaux étaient exportés dans tout le bassin méditerranéen dès le milieu du IIIe millénaire. Le rouleau le plus ancien, datant de 2900, a été trouvé à Sakkara. Au total, la masse des documents conservés en cette écriture est cent fois moins importante que celle des tablettes en cunéiforme, car le végétal est moins durable que l’argile cuite.
Vers 650 av. J.-C., les scribes adoptent l'écriture démotique qui est une écriture cursive plus claire et plus rapide à écrire que les hiéroglyphes. Elle figure sur la pierre de Rosette grâce à laquelle les hiéroglyphes ont pu être déchiffrés par Champollion en 1822.

#### Écritures élamites

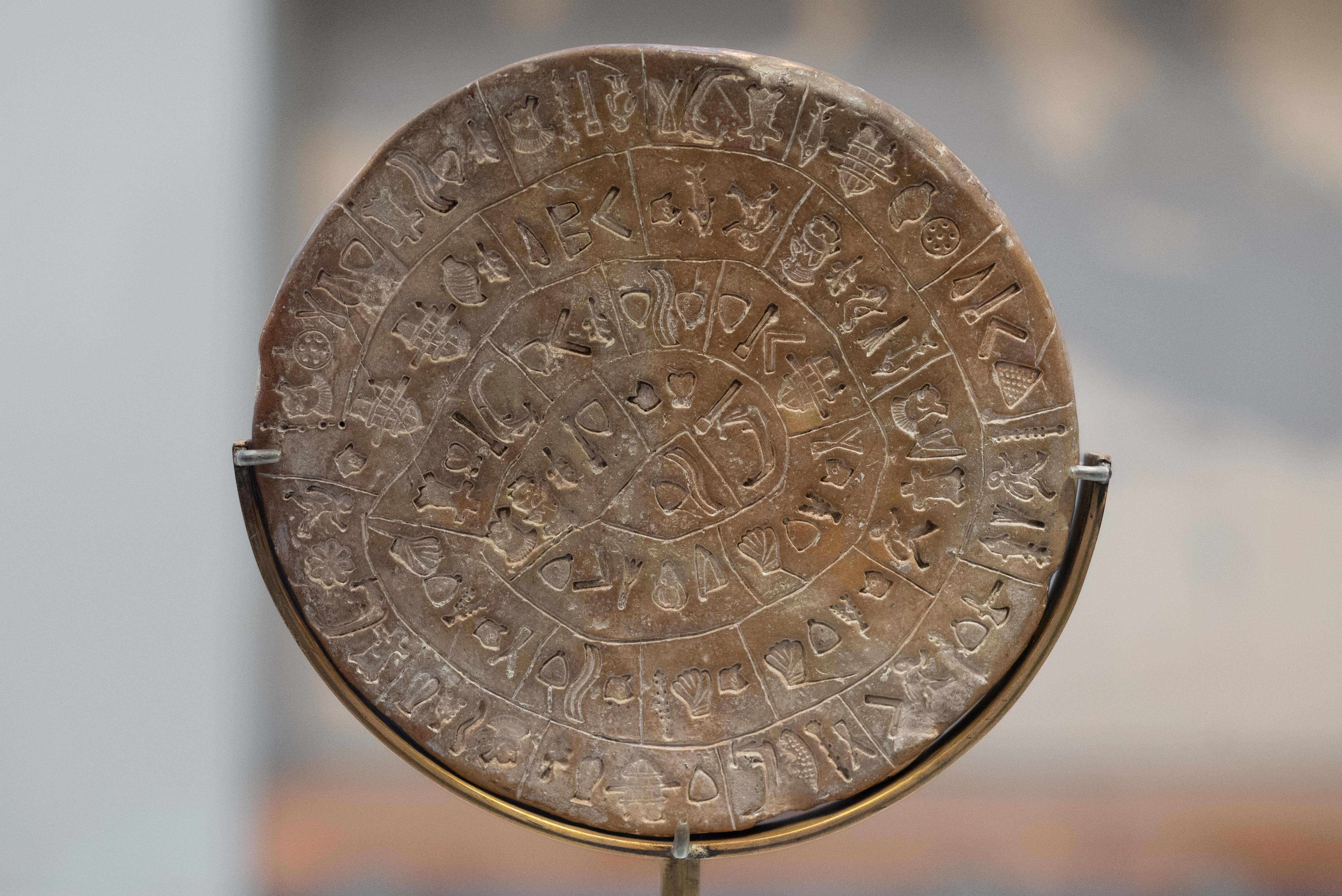
Disque de Phaistos. Hiéroglyphes crétois.

Au fil des siècles, divers systèmes d'écriture se sont développés dans le royaume d'Élam, situé au sud-ouest du plateau iranien.
Le proto-élamite est le plus ancien et est apparu à la même époque que le cunéiforme mésopotamien, comme le montrent des tablettes d'argile, datant de 3300 av. J.-C., découvertes à Suse, capitale d'Élam. L'écriture proto-élamite se serait développée à partir d'une écriture cunéiforme. Elle compte environ 300 signes, combinaison de logogrammes et de phonogrammes.
Par un processus d'évolution et d'écrémage des signes au fil des siècles, cette écriture a donné l'élamite linéaire, qui compte de 80 à 100 signes et qui a été utilisé entre 2300 et 1900 av. J.-C. sous différentes dynasties. Cette écriture a été déchiffrée en 2020 par l'archéologue François Desset.
L'écriture cunéiforme élamite fut en usage de 2500 à 330 av. J.-C., adaptée à partir de l'akkadien. Cette écriture consiste en 130 symboles, soit bien moins que la plupart des autres écritures cunéiformes.

#### Écritures crétoises
On a trouvé en Crète trois systèmes d'écriture :
1. des hiéroglyphes gravés sur des sceaux en stéatite ou dans de l'argile, tel le disque de Phaistos datant de la première moitié du IIe millénaire av. J.-C. ;
2. le linéaire A, utilisé entre 1700 et 1450 av. J.-C. ;
3. le linéaire B, dérivé du linéaire A, utilisé entre 1375 et 1200 av. J.-C.

Les deux premières écritures n'ont toujours pas été déchiffrées, la troisième l'a été au cours des années 1950.

#### Alphabet phénicien

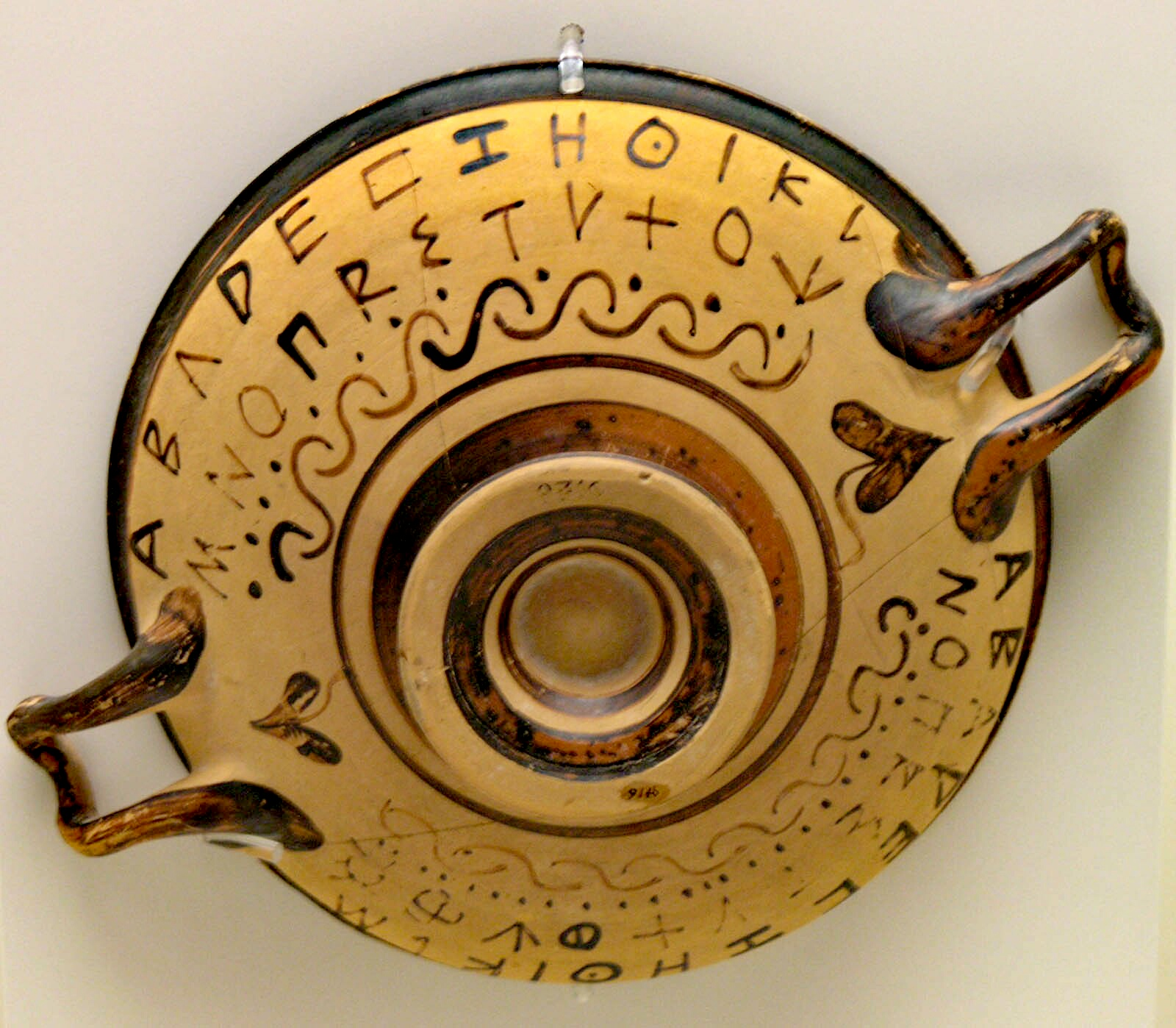
Un alphabet grec archaïque sur une poterie (Musée national archéologique d'Athènes).

L'alphabet phénicien est adapté du proto-cananéen vers le XIVe siècle av. J.-C., à la suite d'une évolution qui pourrait avoir commencé en Égypte trois siècles plus tôt. Il se développe et se fixe à Byblos (anciennement Gebal) vers 1060 av. J.-C.. Il s'agit d'un abjad, ou alphabet consonantique, car les langues sémitiques ont très peu de voyelles. Vingt-deux signes y correspondent à vingt-deux sons de consonnes. Chaque signe représente le dessin de l'objet correspondant à son premier phonème : la lettre « a » (aleph) renvoie au bœuf, la lettre « b » (bet) à une maison, etc. Cette écriture est orientée de droite à gauche. Elle n'a pratiquement pas laissé de traces, mais s'est propagée rapidement sur le pourtour méditerranéen, et notamment en hébreu.
Les Grecs adoptent cet alphabet dès la fin du IXe siècle ou le début du VIIIe siècle av. J.-C. Ils y ajoutent des voyelles en reprenant pour cela des signes du phénicien qui notaient des consonnes n'existant pas en grec,,. L'alphabet grec compte alors 17 consonnes et 7 voyelles. Quant à l'orientation de l'écriture, on adopte d'abord le boustrophédon, qui consiste à commencer la ligne de gauche à droite puis à revenir de droite à gauche pour la ligne suivante, de la même façon que le paysan trace les sillons dans un champ. Au Ve siècle av. J.-C., l'orientation gauche-droite se généralise.
Les exemplaires les plus anciens de papyrus grecs qui nous soient parvenus datent du IVe siècle av. J.-C.. On se servait aussi de tablettes recouvertes de cire, surtout pour des exercices scolaires, parce que la même surface pouvait être effacée et servir à nouveau. On écrivait aussi sur de la poterie.
L'écriture alphabétique mise au point par les Grecs sera reprise par de nombreuses langues, notamment l'étrusque, d'où dérive, vers le IIIe siècle av. J.-C., un alphabet latin comptant 20 lettres,.
Outre notre alphabet et l'alphabet cyrillique, on peut rattacher à cette même origine l'écriture de nombreuses langues de la péninsule indienne, notamment le devanagari.

#### Chine
En Chine, après une période, allant du XVe au Xe siècle av. J.-C., où l’écriture ossécaille (pratiquée sur des os et des écailles de tortue) était utilisée à des fins divinatoires, une écriture sigillaire se développe à partir des formes archaïques. Elle comptera 9 353 caractères vers la fin du IIe siècle apr. J.-C..

#### Méso-Amérique
En Amérique centrale, la découverte, en 1999, de la stèle de Cascajal a conduit à réviser les dates auparavant proposées pour l'Amérique pré-colombienne et à faire remonter l’apparition de l’écriture aux environs de 1200 av. J.-C., dans la civilisation olmèque.
À leur suite, aux environs du IIIe siècle, les Mayas développent une écriture à base de logogrammes syllabiques comportant plus de 700 glyphes (450 signes principaux et 250 signes additionnels).
Tout comme dans « les plus anciennes écritures de la Méditerranée, d'Extrême-Orient ou d'Amérique, [celles-ci] débutent dans des notations numériques ou calendériques et dans celle de noms de divinités ou de hauts personnages, sous la forme de figures assemblées en petits groupes à la manière de mythogrammes successifs ».
Les Incas auraient utilisé des cordes nouées, les quipus, comme un système d'écriture, au moins pour enregistrer des données.

## Supports et outils de l'écriture

### Les supports

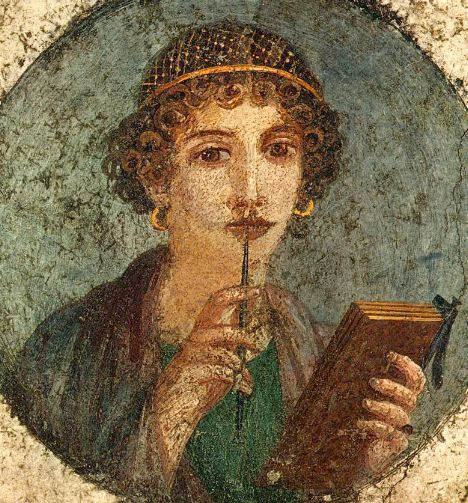
Jeune femme (Pompéi), communément appelée Sappho, écrivant avec un stylet sur une tablette de cire à quatre volets (tetraptychon). Ier siècle. (Musée archéologique national de Naples).

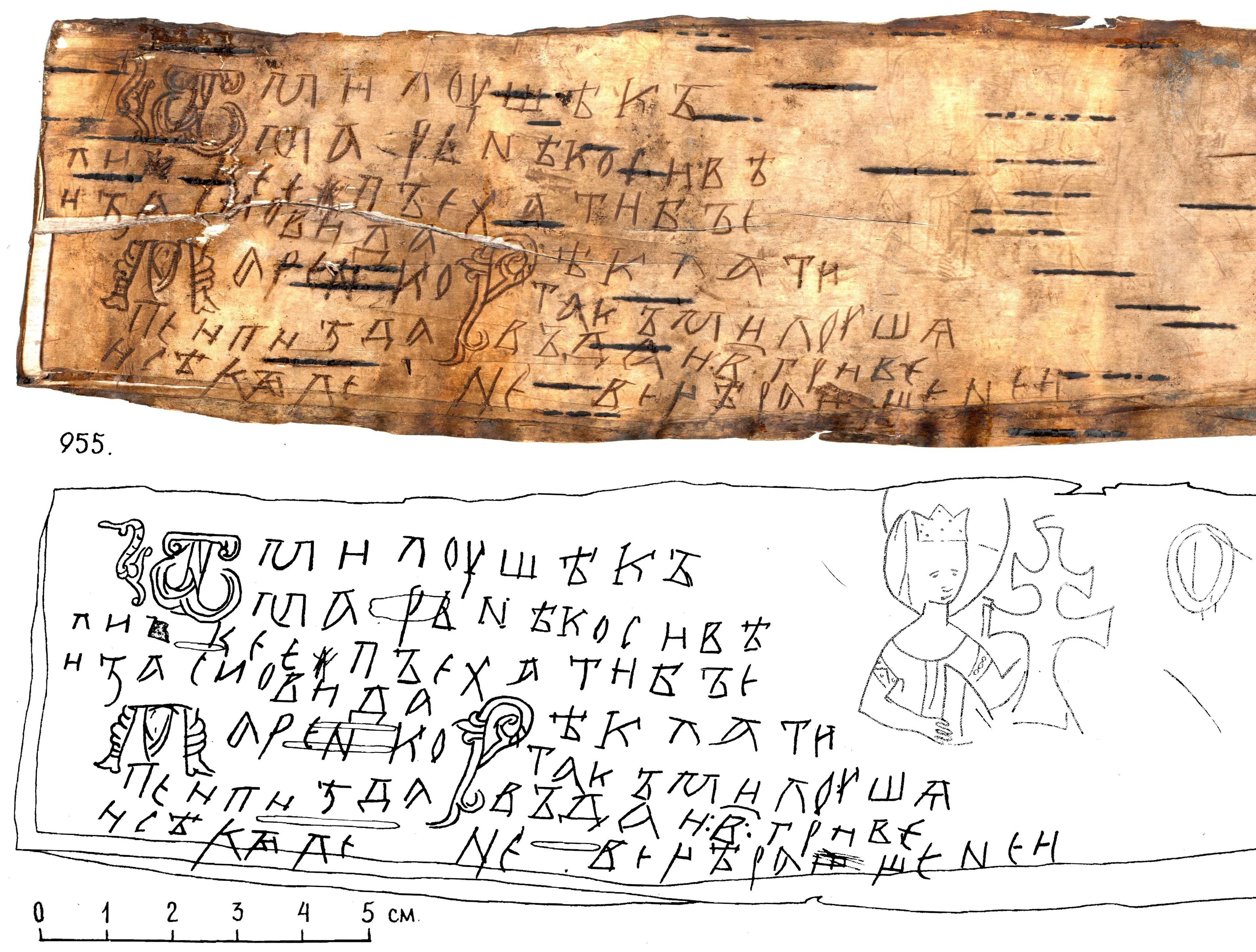
Lettre écrite sur écorce de bouleau N 955 (XIIe siècle) découverte à Novgorod

Le support est organisé de façon à former un espace propre à recevoir le texte, généralement la page. La direction du texte varie selon les systèmes d'écriture : de gauche à droite (sens le plus répandu), de droite à gauche (arabe, hébreu), de haut en bas (écritures asiatiques), de bas en haut, ou même mixte (boustrophédon).
De nombreux matériaux ont été utilisés à travers l'histoire comme supports de l'écriture, certains durant des millénaires : la stèle de pierre, la plaque de bronze, la feuille d'or ou d'argent, la tablette d'argile, la poterie, la tablette de cire, l'écorce de bouleau, la soie, des lattes de bambou en liasse, le volumen de papyrus et le codex de parchemin. Aujourd'hui, depuis la création de l'imprimerie, le papier est de loin le support le plus utilisé, mais il est concurrencé par l'encre électronique et l'écran à cristaux liquides ; ces derniers affichent des textes souvent stockés dans un « nuage » ('cloud computing).

D'autres supports sont aussi couramment utilisés, tel le corps humain, qui est depuis longtemps le réceptacle de tatouages destinés à communiquer un message. Ainsi, chez les Maoris

« Les tatouages ne sont pas seulement des ornements, ce ne sont pas seulement des emblèmes, des marques de noblesse et des grades dans la hiérarchie sociale ; ce sont aussi des messages, tous empreints d'une finalité spirituelle, et des leçons. Le tatouage maori est destiné à graver, non seulement dans la chair, mais aussi dans l'esprit, toutes les traditions et la philosophie de la race. »

### Les outils
Les outils pour tracer les glyphes (qui sont soit en gravure soit à l'encre) sont des styles en os ou en fer, des calames, dans l'Antiquité et des plumes après celle-ci. Arrivent ensuite les plaques d'imprimerie puis les claviers de machine à écrire.
Depuis le début du XXIe siècle, le stylet, le clavier d'ordinateur et le téléphone intelligent ont popularisé l'écriture sous traitement de texte. Avec l'expansion de ces derniers outils, la possibilité que l'écriture cursive ne soit plus enseignée, comme c'est le cas en Finlande, inquiète les psychologues, car la gestuelle de l'écriture active des zones spécifiques du cerveau et selon eux contribuerait à solidifier les apprentissages.

## Écriture et traditions orales
L’écriture a été regardée avec suspicion dans plusieurs systèmes religieux qui y voyaient une menace pour la transmission orale et l'ordre existant.
Platon rapporte un ancien mythe égyptien selon lequel l’invention de l’écriture se ferait au détriment de la mémoire : 

« Cette connaissance aura pour effet, chez ceux qui l'auront acquise, de rendre leurs âmes oublieuses, parce qu'ils cesseront d'exercer leur mémoire : mettant en effet leur confiance dans l'écrit, c'est du dehors, grâce à des empreintes étrangères, non du dedans et grâce à eux-mêmes qu'ils se remémoreront les choses. »

De même, la religion hindoue se méfiait de l’écriture, au point que le Rig Veda, son livre le plus sacré, ne pouvait pas être mis par écrit et devait être transmis exclusivement sous forme orale, depuis sa composition vers le XIe siècle av. J.-C. La méfiance à l'égard de l’écriture était telle qu’un fidèle ne devait même pas réciter ce livre après avoir pratiqué des activités d’écriture.

Selon le témoignage de Jules César, les druides gaulois ne voulaient pas que leurs poèmes sacrés soient confiés à l’écriture, de peur que l’on en vienne à négliger la mémoire et que leur science ne se répande dans le vulgaire : 

« Là, dit-on, ils apprennent un grand nombre de vers, et il en est qui passent vingt années dans cet apprentissage. Il n'est pas permis de confier ces vers à l'écriture, tandis que, dans la plupart des autres affaires publiques et privées, ils se servent des lettres grecques. Il y a, ce me semble, deux raisons de cet usage : l'une est d'empêcher que leur science ne se répande dans le vulgaire ; et l'autre, que leurs disciples, se reposant sur l'écriture, ne négligent leur mémoire ; car il arrive presque toujours que le secours des livres fait que l'on s'applique moins à apprendre par cœur et à exercer sa mémoire. »

Sur les quelque 3 000 langues répertoriées dans le monde, les linguistes n'en dénombrent « qu'à peine plus d'une centaine qui s'écrivent. »

## Impact culturel
La généralisation de l'écriture a eu des effets importants sur le plan culturel et social. Selon l'anthropologue Jack Goody, « l'écriture, surtout l'écriture alphabétique, rendit possible une nouvelle façon d'examiner le discours grâce à la forme semi-permanente qu'elle donnait au message oral ». Il en résulta une extension du champ de l'activité critique, ce qui favorisa la rationalité, l'attitude sceptique et la pensée logique. Les effets ne s'arrêtent pas là : 

« Simultanément s'accrut la possibilité d'accumuler des connaissances, en particulier des connaissances abstraites, parce que l'écriture modifiait la nature de la communication en l'étendant au-delà du simple contact personnel et transformait les conditions de stockage de l'information. Ainsi fut rendu accessible à ceux qui savaient lire un champ intellectuel plus étendu. Le problème de la mémorisation cessa de dominer la vie intellectuelle ; l'esprit humain put s'appliquer à l'étude d'un texte statique [...], ce qui permit à l'homme de prendre du recul par rapport à sa création et de l'examiner de manière plus abstraite, plus générale, plus rationnelle. »

En transformant le matériau sonore du langage en une suite graphique, purement visuelle, l'écriture mérite d'être considérée comme une technologie dont les outils consistent en une surface soigneusement préparée et un jeu d'instruments pour écrire — plume, calame, stylet, pinceau, clavier.
Une fois mis sous forme écrite, le discours peut être réactualisé par les lecteurs à l'infini. Dépouillé de sa dimension sonore par la lecture silencieuse, l'écrit entraîne à voir la vie intérieure comme une réalité neutre et impersonnelle. Il rend possibles les grandes traditions religieuses introspectives — bouddhisme, judaïsme, christianisme et islam. Par le jeu de la transcription de sa pensée personnelle, l'écriture a pour effet d'augmenter le champ de conscience.
L'écriture étant un des premiers moyens d'archivage de l'information, elle est à l'origine du travail d'organisation du savoir en catégories. Cela va permettre le développement de la pensée logique, de l'abstraction et de la science : « Les systèmes graphiques ont constitué comme un moule dans lequel quelques formes mythiques de l'émergence de l'humanité se sont coulées. »
Les effets de l'écriture seront encore multipliés avec la mécanisation de l'écriture par l'imprimerie, qui marque « une nouvelle étape vers des schémas encore plus formalisés » et donnera naissance au roman.

## Points communs aux différentes écritures
On ignore encore dans quelle mesure l'écriture a été faite pour être facilement/rapidement lue ou plutôt facilement/rapidement écrite,.
Olivier Morin, anthropologue de la cognition de l'Institut Max Planck pour la science de l'histoire humaine à Iéna (Allemagne), a statistiquement analysé les formes de plus de 5 500 caractères (majuscules ou minuscules) composant 116 systèmes d'écriture inventés depuis 3 000 ans, basés sur des alphabets ou syllabaires (comme en coréen) ou systèmes mixtes. Mais il a exclu de cette analyse les écritures logographiques telles que le cunéiforme, le sumérien et le chinois très complexes, dans lesquelles l’outil (pinceau souple) et le substrat dans le cas des tablettes d’argile ont une grande importance.
En ne tenant pas compte des courbes, Morin a mis en évidence deux caractéristiques structurelles partagées par la plupart des écritures :
- une préférence donnée (depuis les premiers systèmes d’écriture apparemment) à la symétrie verticale (comme pour les lettres A et T)[82] ;
- une préférence pour les lignes verticales et horizontales par rapport aux lignes obliques (telles que celles qui composent le X ou le W). Chez 61 % des caractères contenant un trait ou plusieurs traits, ces traits sont horizontaux et/ou verticaux plutôt que obliques (70 % pour l'alphabet latin utilisé par l’anglais et le français)[82], l'oblique pourrait être plus difficile à appréhender par le cerveau[83].

Ce constat concerne aussi les écritures de l’Antiquité. Si les langues évoluent presque à chaque génération, les lettres qui permettent de les écrire sont beaucoup plus stables dans le temps ; bien qu'ayant évolué pour une raison technique avec le passage à l'imprimerie, elles ne semblent pas soumises aux mêmes pressions de sélection que la langue. Un commentaire fait dans la revue Science (2017) propose comme hypothèse explicative que les neurones du cerveau humain identifieraient plus rapidement ces types de forme. Une autre hypothèse proposée par Florian Coulmas (linguiste à l'université de Duisburg-Essen en Allemagne) est que lorsqu'un script est introduit, il pourrait s’imposer par la force de l’habitude, comme on suit un chemin une fois qu’il est créé (concept de « dépendance au chemin »).